# Эрик VI (король Дании)
Эрик VI Менвед (дат. Erik 6. Menved, 1274, Дания — 13 ноября 1319, Роскилле) — король Дании с 1286 года. Сын датского короля Эрика V и Агнессы Бранденбургской.
Прозвище его принято объяснять как сокращение его предполагаемого присловья «ved alle hellige mænd» («клянусь всеми святыми»). Менее известное объяснение состоит в том, что оно происходит из стародатского слова «menvett» (птица, несущая плохое предзнаменование).
Во время правления Эрика конфликт между короной и церковью, возникший ещё при Кристофере I, достиг своего пика и был частично разрешён. Попытки Эрика возродить величие Дании путём завоевания южного побережья Балтийского моря привели к истощению финансов страны и породили оппозицию его правлению.

## Начало правления
Эрик стал королём после убийства отца заговорщиками. По причине несовершеннолетия страной до 1294 года управляла его мать. Ранний период его правления, когда им руководила его мать и немецкие родственники, был отмечен волнениями и войнами, последовавшими после убийства его отца.
В 1287 году в Нюборге состоялся суд над дворянами, которых подозревали в убийстве короля Эрика V. Главными обвиняемыми были бывший маршал Стиг Андерсен Хвиде и граф Халланда Якоб Нильсен. После однодневного заседания жюри пришло к выводу о виновности всех обвиняемых. Их имущество были конфисковано в уплату штрафа, а сами осуждённые были изгнаны из Дании под страхом смертной казни.
Приговор вызвал недовольство среди графов. Ни один из обвиняемых во время совершения преступления не был в непосредственной близости от места убийства короля. Им не позволили поклясться перед судом в своей невиновности, хотя они обладали таким правом по закону. Особенно подозрительным был тот факт, что, несмотря на неясные обстоятельства смерти Эрика V, жюри хватило одного дня для вынесения приговора. Все обвиняемые входили в ближайшее окружение короля, и было непонятно, что бы они получили в случае его смерти.
По этом причинам датский историк Эрик Аруп (дат. Erik Arup) и шведский историк Хуго Ирвинг (швед. Hugo Yrwing) считают, что вынесенный приговор был судебной ошибкой. Они считают убийство результатом борьбы за власть между двумя группами дворян — одной во главе с маршалом Стигом и другой под предводительством герцога южной Ютландии Вальдемара. Герцог Вальдемар впал в ересь в 1283 году, а после 1288 года его влияние усилилось. Возможно, Вальдемар и его союзники сговорились убить короля, а затем бросили подозрение на своих конкурентов.
Другой датский историк Кай Херби (дат. Kai Hørby) указывал, что причины убийства могли появиться в более ранней борьбе за трон Дании. Были люди, которые могли бы считать, что они имели больше прав на трон, чем Эрик V. Например, норвежский конунг Эрик II Магнуссон и его брат и преемник Хакон V Святой, которые были внуками датского короля Эрика IV, чья дочь Ингеборга вышла замуж за норвежского конунга Магнуса VI.
Похоже, что давность этих событий и скудность источников не позволят когда-либо выяснить всю правду об этом преступлении. Результаты, тем не менее, известны: осуждённые нашли убежище и союзников в Норвегии. Вскоре их союзником стал герцог Вальдемар. С территории Норвегии они совершали грабежи датских территорий. Это привело к четырём десятилетиям конфликтов и войн между скандинавскими королевствами.

## Конфликт с церковью
В то же время возник и церковный конфликт. Архиепископ Йенс Гранд попытался создать независимую церковь и оказывал поддержку убийцам Эрика V, многие из которых состояли с ним в родственных отношениях. В 1294 году архиепископ был арестован и был посажен в тюрьму, из которой ему удалось бежать два года спустя. За это в 1297 году римский папа Бонифаций VIII отлучил Эрика от церкви. В 1302 году состоялся папский суд в Ватикане. Де-факто король одержал победу — хотя он был вынужден заплатить большой штраф за арест архиепископа, но Йенс Гранн был лишён должности архиепископа Дании.
Эрик нанёс поражение герцогу Вальдемару, а в 1295 году заключил соглашение с Норвегией. Конфликт с Норвегией закончился компромиссом, который в целом удовлетворил датское правительство. Эрик теперь обладал сильной королевской властью, опиравшейся на лояльных ему магнатов и немецких союзников.

## Завоевания в Германии
После таких относительных успехов король начал крупномасштабную экспансионистскую политику в северной Германии, вероятно, с намерением идти по стопам своего предшественника Вальдемара II Победоносного. Посредством союза с немецкими князьями, среди которых был герцог Мекленбурга, сумел стать формальным правителем многих ганзейских городов, боровшихся с Бранденбургом и другими мелкими государствами. Германский король Альбрехт I уступил Дании все земли севернее реки Эльбы.
Очевидно, что Эрик возвратил Дании статус великой скандинавской державы.
Эрик также вмешивался в политику Швеции, поддерживая в борьбе с оппозицией своего зятя Биргера Магнуссона, женившегося в 1298 году на сестре Эрика Маргрете.

## Итоги правления

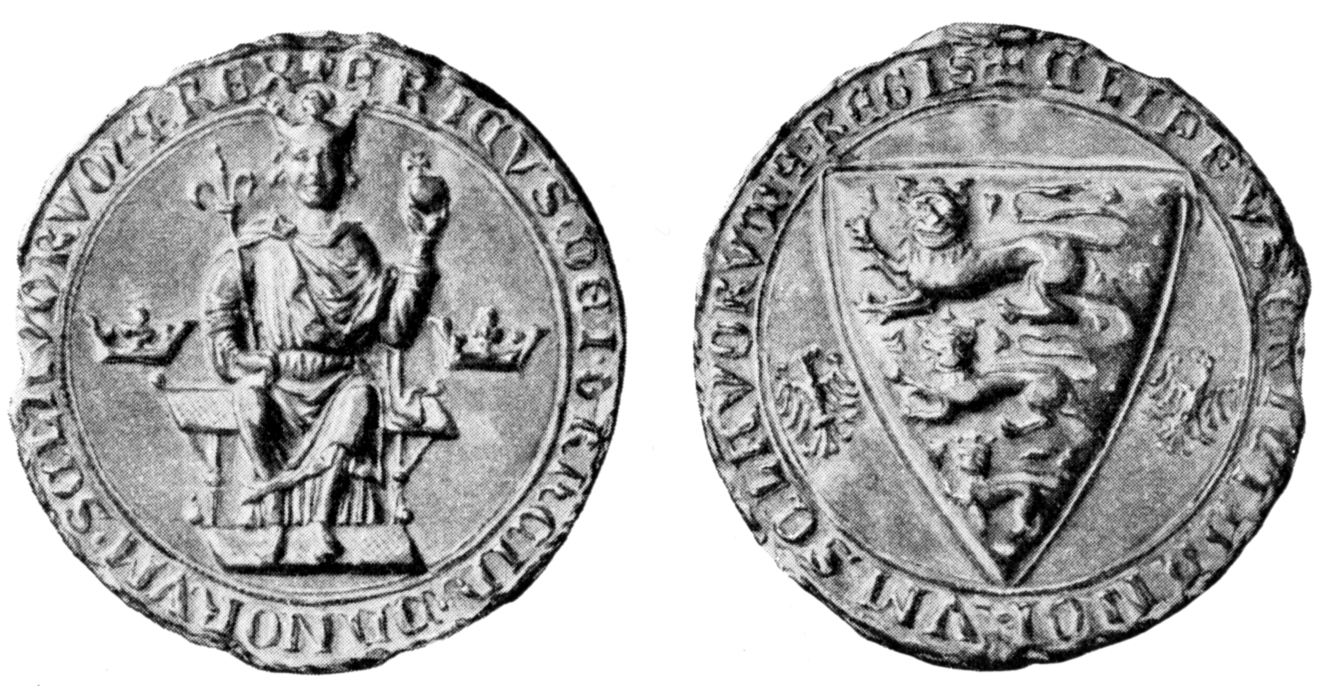
Печать Эрика VI

Долгие войны, однако, истощили экономические ресурсы Дании, а щедрость и расточительность короля (кульминационным стал дорогостоящий пир в Ростоке в 1311 году) привели к плачевному финансовому положению. Его военная политика теперь встречала жёсткое противодействие как среди крестьян, так и среди магнатов, в 1313 году вызвала восстание в Ютландии, которое было подавлено с помощью немецких военных. К концу царствования Эрик потерял большую часть своих немецких вассалов. Ему подчинялись только Росток и Рюген.
Растущие трудности вынудили Эрика заложить обширные территории королевства, главным образом немецким князьям и кондотьерам, что крайне препятствовало свободе его действий. В то время пик могущества Дании был позади, и страна находилась в состоянии упадка. Последние годы правления возобновились конфликты с Норвегией и Швецией, возросло противодействие церкви, крестьянства и знати, в том числе и со стороны его брата и будущего наследника Кристофера II.
Традиционно правление Эрика VI расценивается как один из немногих ярких периодов в датской истории того времени. Его попытки восстановления величия Дании воспеваются в датской романтической литературе, однако его военная политика стала причиной дальнейшего ослабления монархии.

## Семья
В 1296 году женился на Ингеборге, дочери шведского короля Магнуса I. Дети: Вальдемар, Эрик, Магнус. Всего у Эрика было 15 детей, все они умерли раньше него. Из-за отсутствия прямого наследника престол занял его брат Кристофер II.